# Тейде 1
Тейде 1 (англ. Teide 1) — первый обнаруженный коричневый карлик. Находится в созвездии Тельца на расстоянии 400 св. лет (120 парсек) от Солнца и имеет видимую величину +17.76.
Открыт в 1995 году. Объект спектрального класса M8 в скоплении Плеяд (созвездие Тельца), идентифицирован с помощью ПЗС-камеры в испанской обсерватории Роке-де-лос-Мучачос Канарского института астрофизики. Температура поверхности коричневого карлика составляет 2700 К. Масса — 55 ± 15 масс Юпитера. Радиус примерно в 6,7 раз меньше солнечного. Возраст — 120 миллионов лет. Светимость приблизительно в 1052 раза слабее солнечной.